# Бряг Дуфек
Бряг Дуфек (на английски: Dufek Coast) е част от крайбрежието на Източна Антарктида, в крайната южна част на Земя Виктория, простиращ се между 83°45’ и 84°50’ ю.ш. и 172°45’ и.д. и 168° з.д. Брегът заема крайния южен участък на Земя Виктория, попадащ в акваторията на шелфовия ледник Рос, между ледниците Бирдмор на северозапад и Лив на югоизток. На северозапад граничи с Брега Шакълтън на Земя Виктория, а на югоизток – с Брега Амундсен на Земя Едуард VІІ. Крайбрежието е слабо разчленено без ясно откроени ледени заливи и полуострови. По цялото протежение на Брега Дуфек, от северозапад на югоизток се простира участък от Трансантарктическите планини на Антарктида. В тях се издигат както надлъжни така и напречни хребети – Комонуелт (4084 m), Сепарейшън, Хюз, Доминион (2500 m), Гровнор (2774 m), Принц Олаф (вр. Кемпбел 4045 m), Куин Мод. Югозападно от Трансантарктическите планини е разположено обширно ледниково плато с надморска височина 2400 – 2600 m. Между напречните хребети надолу към шелфовия ледник Рос се спускат мощни планински ледници – Бирдмор, Каньон, Рамси, Коско, Шакълтън, Уейд и др.
Брегът Дуфек е открит и частично изследван от британската антарктическа експедиция през 1907 – 09 г., възглавявана от видния полярен изследовател Ърнест Шакълтън. През 1961 г. Комитета по антарктическите названия на Нова Зеландия, вземайки предвид големите заслуги на контраадмирал Джордж Дуфек (1903 – 1977), ръководител на морските сили в Антарктическата програма на САЩ през 1939 – 41, 1946 – 47 и 1954 – 59, допринесли за изследването на региона, наименува този участък от крайбрежието на Земя Виктория Бряг Дуфек в негова чест.